# Aires urbaines dans le Cantal
Les aires urbaines dans le Cantal sont des aires urbaines françaises situées dans le département du Cantal, en région Auvergne-Rhône-Alpes.
Une aire urbaine est un ensemble de communes, d'un seul tenant et sans enclave, constitué par un pôle urbain (unité urbaine) et par des communes rurales dont au moins 40 % de la population résidente ayant un emploi travaille dans le pôle ou dans des communes attirées par celui-ci.
En 2010, le Cantal comprend quatre aires urbaines, dont une inter-départementale et interrégionale.
À partir de 2020, la notion d'aire d'attraction d'une ville se substitue à celle d'aire urbaine

## Liste des aires urbaines
Le tableau ci-dessous présente la liste des quatre aires urbaines :
| Code Insee | Aires urbaine             | Type                 | Unités urbaines | Communes                  | Superficie (km²)                 | Population (2017)            | Densité (2017) (hab/km²) |
| ---------- | ------------------------- | -------------------- | --------------- | ------------------------- | -------------------------------- | ---------------------------- | ------------------------ |
| 125        | Aurillac                  | grande aire urbaine  | Aurillac        | 51                        | 987,1                            | 64 744                       | 66                       |
| 328        | Saint-Flour               | moyenne aire urbaine | Saint-Flour     | 16                        | 314,2                            | 12 903                       | 41                       |
| 577        | Mauriac                   | petite aire urbaine  | Mauriac         | 5                         | 93,9                             | 5 141                        | 55                       |
| 619        | Bort-les-Orgues (Corrèze) | petite aire urbaine  | Bort-les-Orgues | 3 (dont 2 dans le Cantal) | 62,7 (dont 47,62 dans le Cantal) | 4 303 (1 626 pour le Cantal) | 69 (34,1 pour le Cantal) |